# Jochen Meißner
Jochen Meißner (Stuttgart, 8 de mayo de 1943) es un remero alemán retirado que compitió bajo la bandera de la República Federal Alemana en las décadas de los 1960 y 1970.
En 1968 participó en los Juegos Olímpicos de México, donde ganó la medalla de plata en la competición de scull individual del programa de remo. Cuatro años más tarde en los Juegos Olímpicos de Múnich 1972, junto a Arthur Heyne, fue décimo en la prueba del doble scull.
En su palmarés también destacan una medalla de bronce en el Campeonato Mundial de Remo de 1966 y dos medallas en el Campeonato Europeo de Remo, oro en 1965 y bronce en 1969, todas ellas en la modalidad de scull individual. De 1965 a 1968 ganó los campeonatos nacionales de Alemania Occidental.

## Palmarés internacional
| Juegos Olímpicos   | Juegos Olímpicos          | Juegos Olímpicos  | Juegos Olímpicos |
| Año                | Lugar                     | Medalla           | Prueba           |
| ------------------ | ------------------------- | ----------------- | ---------------- |
| 1968               | Ciudad de México (México) | Medalla de plata  | Scull individual |
| Campeonato Mundial |                           |                   |                  |
| Año                | Lugar                     | Medalla           | Prueba           |
| 1966               | Bled (Yugoslavia)         | Medalla de bronce | Scull individual |
| Campeonato Europeo |                           |                   |                  |
| Año                | Lugar                     | Medalla           | Prueba           |
| 1965               | Duisburgo (RFA)           | Medalla de oro    | Scull individual |
| 1969               | Klagenfurt (Austria)      | Medalla de bronce | Scull individual |